# Balan (Ain)
Balan es una comuna francesa situada en el departamento de Ain, de la región de Auvernia-Ródano-Alpes.

## Demografía
| 832 | 732 | 1 051 | 1 197 | 1 668 | 1 534 | 2 332 | 2 828 | 2 684 |
| Para los censos de 1962 a 1999 la población legal corresponde a la población sin duplicidades (Fuente: INSEE [Consultar]) |     |       |       |       |       |       |       |       |